# Clifton Park
Clifton Park es un pueblo ubicado en el condado de Saratoga en el estado estadounidense de Nueva York. En el año 2000 tenía una población de 32,995 habitantes y una densidad poblacional de 262 personas por km².

## Geografía
Clifton Park se encuentra ubicado en las coordenadas 42°52′4″N 73°48′49″O / 42.86778, -73.81361.

## Demografía
Según la Oficina del Censo en 2000 los ingresos medios por hogar en la localidad eran de $82,850, y los ingresos medios por familia eran $98,275. Los hombres tenían unos ingresos medios de $68,417 frente a los $46,948 para las mujeres. La renta per cápita para la localidad era de $37,405. Alrededor del 2.9% de la población estaban por debajo del umbral de pobreza.